# Borench
Borench est un jeu vidéo d'action développé par Sega, sorti en 1990 sur borne d'arcade. À la manière de Marble Madness (1984), il s'agit de guider une boule, ici, en positionnant opportunément des pièces sur le parcours afin d'influer sur sa trajectoire.